# Kubavåren
Kubavåren är en benämning på det tillslag mot den underjordiska demokratirörelsen på Kuba som genomfördes den 19 till 20 mars 2003.
Sammanlagt omfattade operationen ett åttiotal mer eller mindre anonyma demokratiaktivister som arresterades av den kubanska säkerhetspolisen. I april dömdes 75 av dem till fängelsestraff som varierade mellan 6 och 25 års fängelse. Sammanlagt utdömdes 1 456 års fängelse åt de 75 dömda, eller i genomsnitt närmare 20 år per person. Samtidigt dömdes tre kubaner för grov terrorism efter att de hade kapat en färja och tagit passagerare som gisslan i ett försök att nå USA. De dömdes till döden och avrättades genom arkebusering.
De flesta av fångarna släpptes mellan juli 2010 och mars 2011 och utvisades, varav majoriteten till Spanien.